# Stárkov
Stárkov település Csehországban, Náchodi járásban. Stárkov Velké Petrovice, Jívka, Rtyně v Podkrkonoší, Červený Kostelec, Česká Metuje és Hronov településekkel határos. Lakosainak száma 627 fő (2024. január 1.).

## Népesség
A település lakosságának változását az alábbi diagram mutatja:
| Lakosok száma | 3079 | 2732 | 2047 | 1267 | 976  | 736  | 633  | 644  | 645  | 627  |
|               | 1869 | 1890 | 1921 | 1950 | 1980 | 2001 | 2017 | 2019 | 2022 | 2024 |